# Actocetor decemugttatus
Actocetor decemugttatus är en tvåvingeart som först beskrevs av Mario Bezzi 1908.  Actocetor decemugttatus ingår i släktet Actocetor och familjen vattenflugor.
Artens utbredningsområde är Botswana. Inga underarter finns listade i Catalogue of Life.